# Glycaspis borneensis
Glycaspis borneensis är en insektsart som beskrevs av Moore 1964. Glycaspis borneensis ingår i släktet Glycaspis och familjen rundbladloppor. Inga underarter finns listade i Catalogue of Life.